# Еднисть
«Еднисть» (укр. ФК «Єдність» Плиски, рус. ФК «Единство» Плиски) — украинский футбольный клуб из села Плиски Борзнянского района Черниговской области.
Наивысшим достижением команды является участие в 1/8 Кубка Украины 2009/10, где команда уступила футбольному клубу «Шахтёр» со счётом (1:3).

## История
Клуб был образован в 2001 году. Команда начала свой путь с районного уровня и в 2002 году выиграла чемпионат Борзнянского района Черниговской области. С 2005 года «Еднисть» выступал во Второй лиге Украины. Пока что лучшим достижением команды является третье место в сезоне 2006/07 и выход в 2009 году в 1/8 финала Кубка Украины.
На август 2009 г. ФК «Еднисть» представляет собой пять команд, среди которых одна профессиональная, две любительские, а также две юношеские — 1992 и 1994 года рождения. Домашние матчи «Еднисть» проводит на одноимённом стадионе, который вмещает 1050 зрителей. Стадион оборудован электронным табло, освещением, резервным футбольным полем, площадкой для мини-футбола с искусственным покрытием, раздевалками. В инфраструктуру клуба также входят отель, кафе, сауна, мини-кинозал.
В сезоне 2012/13 клуб выступал во Второй лиге первую часть чемпионата. Но в связи с финансовыми проблемами снялся с соревнований.
В 2013 году выступает в высшей лиге Черниговской области.

## Достижения
- Чемпион Борзнянского района Черниговской области: 2002
- Чемпион Черниговской области: 2005, 2008
- Обладатель Кубка Черниговской области: 2004, 2007, 2008, 2009
- Обладатель Суперкубка Черниговской области: 2007, 2009
- Обладатель Кубка Украины среди любителей: 2003, 2007
- Чемпион Украины среди команд первого дивизиона ДЮФЛ: 2009
- Обладатель Кубка Борзнянського району: 2013

## Выступления в чемпионате и Кубке Украины
| Сезон   | Лига  | Поз | И  | В  | Н | П  | З  | П  | О  | Кубок Украины |
| ------- | ----- | --- | -- | -- | - | -- | -- | -- | -- | ------------- |
| 2005/06 | 2 «Б» | 7   | 28 | 10 | 8 | 10 | 38 | 36 | 38 | 1/32          |
| 2006/07 | 2 «A» | 3   | 28 | 16 | 6 | 6  | 50 | 24 | 54 | 1/32          |
| 2007/08 | 2 «A» | 6   | 30 | 15 | 6 | 9  | 50 | 36 | 51 | 1/16          |
| 2008/09 | 2 «A» | 12  | 32 | 12 | 4 | 16 | 31 | 41 | 40 | 1/32          |
| 2009/10 | 2 «A» | 6   | 20 | 8  | 5 | 7  | 22 | 21 | 29 | 1/8           |
| 2010/11 | 2 «A» | 8   | 22 | 10 | 2 | 10 | 39 | 26 | 32 | 1/16          |
| 2011/12 | 2 «A» | 13  | 26 | 3  | 6 | 17 | 19 | 57 | 15 | не участвовал |
| 2012/13 | 2 «A» | 8   | 20 | 5  | 5 | 10 | 17 | 30 | 20 | не участвовал |